# 奥松维尔
奥松维尔（法語：Orsonville，法語發音：[ɔʁsɔ̃vil]）是法国中北部法兰西岛大区伊夫林省的一个市镇，属于朗布依埃区。 

## 地理
奥松维尔（48°28'40"N, 1°50'7"E）面积9.61 平方千米，位于法国法蘭西島大區伊夫林省，该省份为法国北部内陆省份，北起瓦兹河谷省，西接厄尔省，西南接厄尔-卢瓦省，东南接埃松省，东临上塞纳省。
与奥松维尔接壤的市镇（或旧市镇、城区）包括：欧奈苏索诺、欧诺-布勒里-圣桑福里安、阿布利、班维尔勒加亚尔、帕赖杜阿维尔、伊夫林地区普吕奈。

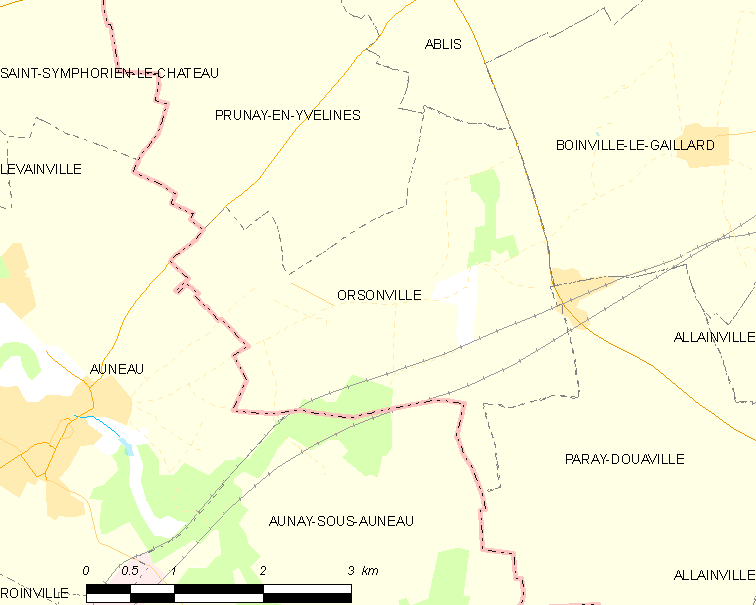
奥松维尔的OSM定位图

奥松维尔的时区为UTC+01:00、UTC+02:00（夏令时）。

## 行政
奥松维尔的邮政编码为78660，INSEE市镇编码为78472。

## 政治
奥松维尔所属的省级选区为朗布依埃县。

## 人口

1962-2008年间奥松维尔人口变化图示

奥松维尔于2022年1月1日时的人口数量为325人。